# Maggie (Vorname)
Maggie ist ein weiblicher Vorname.

## Herkunft und Bedeutung
Maggie, seltener Maggy, ist eine englische Koseform der Vornamen Margarete oder Magdalena. Der Name ist als selbstständiger Eigenname insbesondere im US-amerikanischen Sprachraum verbreitet.

## Namensträgerinnen
- Maggie Bell (* 1945), britische Sängerin
- Maggie Betts, US-amerikanische Regisseurin und Drehbuchautorin
- Maggie Cheung (* 1964), chinesische Filmschauspielerin
- Maggie Davies (* 1984), britische Skeletonpilotin
- Maggie Entenfellner (* 1968), österreichische Journalistin
- Maggie Furey (1955–2016), britische Fantasy-Autorin
- Maggie Gallagher (* 1960), US-amerikanische Autorin und Theologin
- Maggie Grace (* 1983), US-amerikanische Schauspielerin
- Maggie Gyllenhaal (* 1977), US-amerikanische Schauspielerin
- Maggie Jones (1900–?), US-amerikanische Blues-Sängerin
- Maggie Kuhn (1905–1995), US-amerikanische Menschenrechtlerin; Schwerpunkte Altersrechte, Gray Panthers
- Maggie Lawson (* 1980), US-amerikanische Schauspielerin
- Maggie Lindemann, eigentlich Margaret Elizabeth Lindemann (* 1998), US-amerikanische Singer-Songwriterin
- Maggie Ma (* 1982), kanadische Schauspielerin
- Maggie McIntosh, eigentlich Margaret L. McIntosh  (* 1947), US-amerikanische Politikerin
- Maggie McNamara, eigentlich Marguerite McNamara (1928–1978), US-amerikanische Schauspielerin
- Maggie McOmie (* ?), US-amerikanische Schauspielerin
- Maggie Nicols, eigentlich Maggie Nicholson (* 1948), schottische Sängerin (Jazz, Neue Musik) und Tänzerin
- Maggie Peren (* 1974), deutsche Autorin, Schauspielerin, Produzentin und Regisseurin
- Maggie Q, Margaret Denise Quigley (* 1979), US-amerikanische Schauspielerin und Fotomodell
- Maggie Reilly (* 1956), schottische Sängerin
- Maggie Rizer (* 1978), US-amerikanisches Supermodel
- Maggie Roswell (* 1952), US-amerikanische Schauspielerin und Synchronsprecherin
- Maggie Siff (* 1974), US-amerikanische Schauspielerin
- Maggie Smith (1934–2024), britische Schauspielerin
- Maggie Teyte (1888–1976), britische Sopranistin
- Maggie Walker (1867–1934), US-amerikanische Lehrerin und Managerin
- Maggie Wheeler (* 1961), US-amerikanische Schauspielerin

### Künstlername
- Maggie MacNeal, eigentlich Sjoukje Lucie van’t Spijker (* 1950), niederländische Sängerin
- Maggie Mae, bürgerlich Andrea Yardich (1960–2021), deutsche Schlagersängerin

### Kunstfigur
- Fliege Margaret „Maggie“ Pesky aus der Zeichentrickserie Maggie
- Maggie Simpson aus der Zeichentrickserie Die Simpsons
- Sarah Jeffery spielt Margarita „Maggie“ Vera im Charmed Reboot

## Sonstiges
- Geographie: siehe Maggie
- Taifun Maggie 1999